# Ганиев, Зикрия

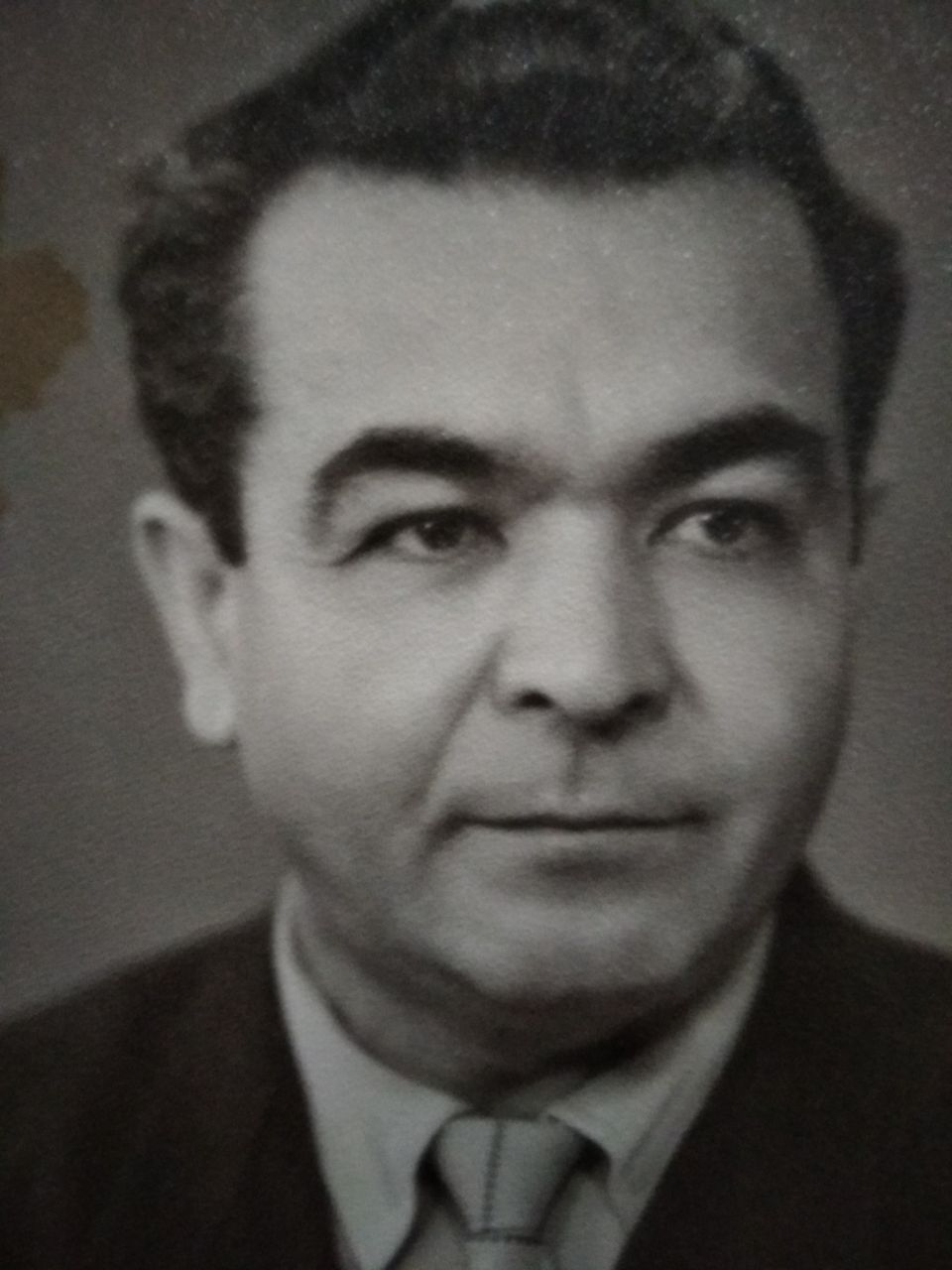
Ганиев Зикирья

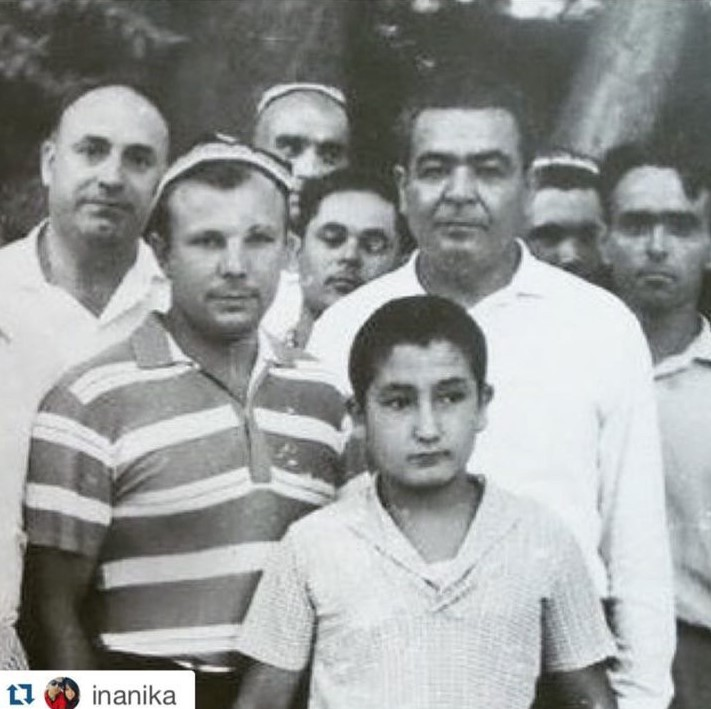
Визит Ю. Гагарина в Ферганскую область

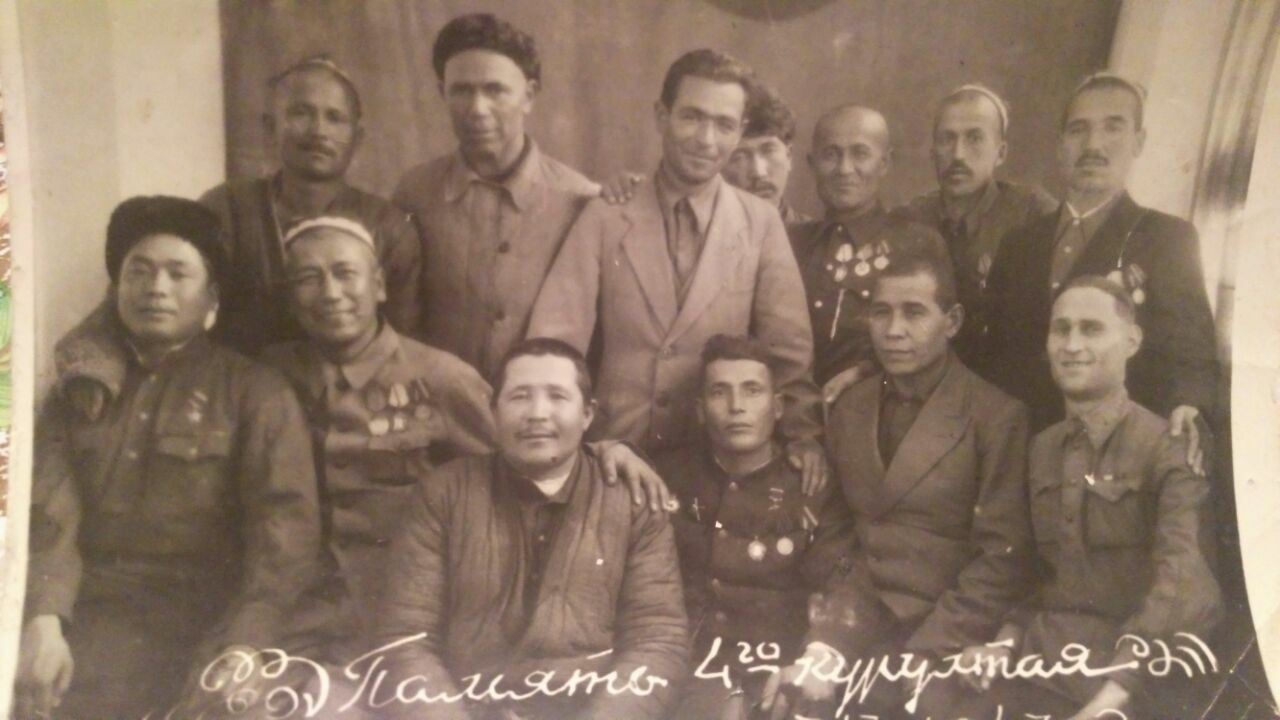
Ганиев Зикирья (в центре) и Герой СССР Мамадали Топиволдиев - Казбек (сидит, первый слева)

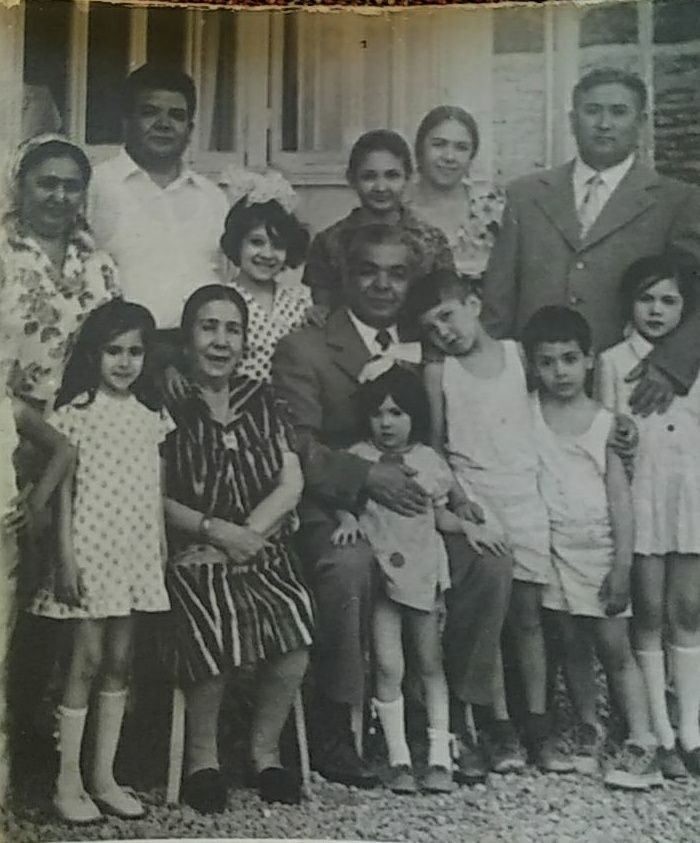
Зикирья Ганиев с супругой Хикматхон в кругу семьи

Зикирья Ганиев (1912—1983) — советский узбекский хозяйственный, государственный и политический деятель.

## Биография
Родился в 1912 году в Коканде. Член КПСС с 1946 года.
С 1933 года — на хозяйственной, общественной и политической работе. В 1933—1983 гг. — организатор ирригации в Узбекской ССР, участник строительства Большого Ферганского, Каркиндонского, Кургонтепинского и Большого Андижанского каналов, начальник ряда районных управлений водного хозяйства, начальник Ферганского областного управления водного хозяйства, заместитель председателя, председатель Ферганского облисполкома, начальник Ферганского областного управления водного хозяйства, начальник Межколхозного совета Ферганской области.
Избирался депутатом Верховного Совета Узбекской ССР 6-го созыва.
Умер в Фергане в 1983 году.

## Ссылки

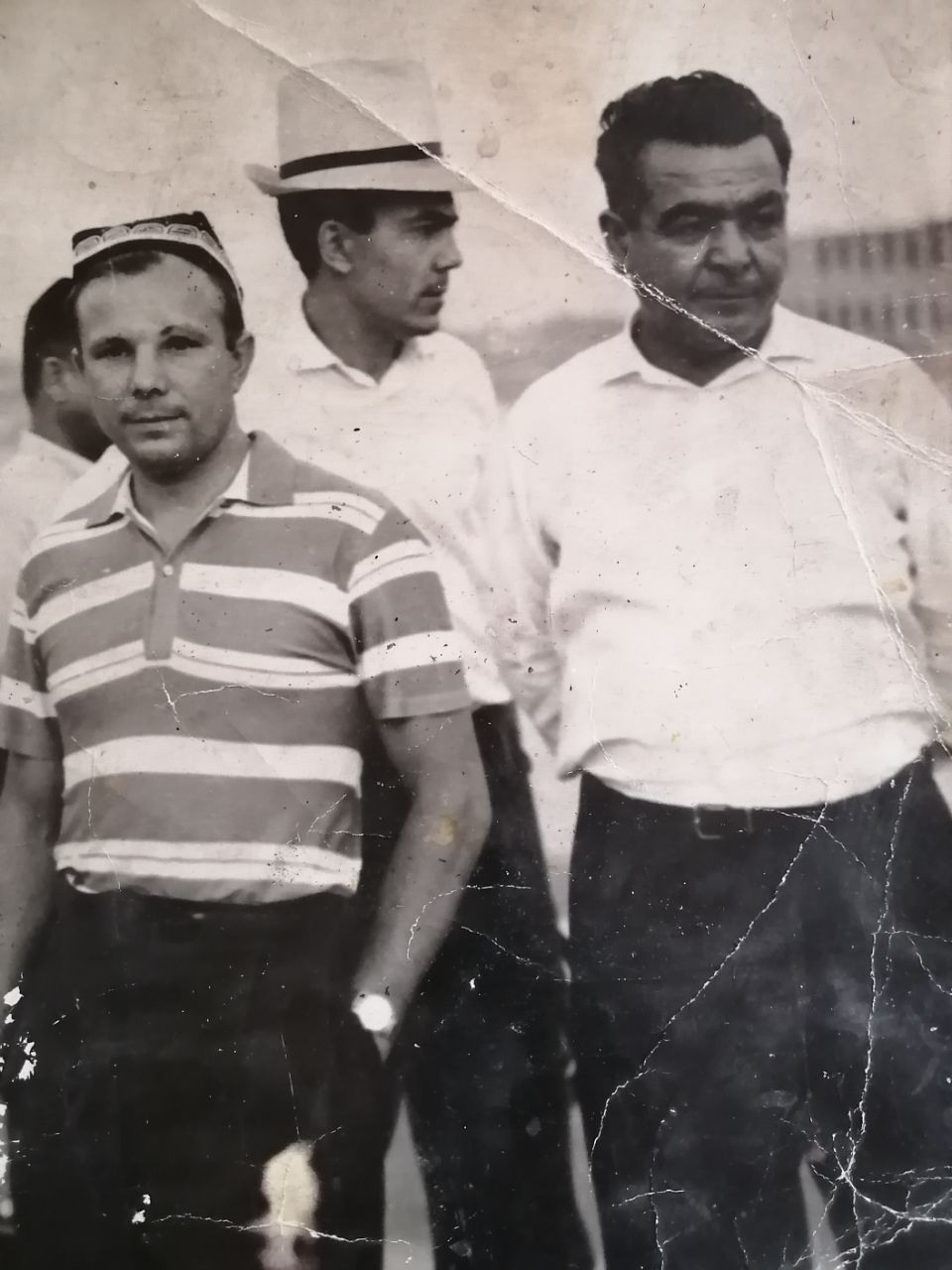
Визит Ю.Гагарина в Ферганскую область